# Joseph Fleming
Joseph Stanislaus Fleming (St. Louis, 1º ottobre 1883 – St. Louis, 1º novembre 1960) è stato un velocista statunitense.
Fleming partecipò alla gara dei 400 metri piani ai Giochi olimpici di Saint Louis 1904, dove ottenne il quarto posto.